# Widzewska Galeria Ekslibrisu w Łodzi
Widzewska Galeria Ekslibrisu w Łodzi – galeria specjalizująca się w promocji ekslibrisów. Istnieje w Domu Kultury „502” przy ul. Andrieja Sacharowa (dotychczas Maksyma Gorkiego) 16 na osiedlu Widzew Wschód w Łodzi, od chwili jego otwarcia 23 października 1990 r. Jest jedyną w Łodzi stałą galerią ekslibrisów, od początku prowadzi ją społecznie na zasadach wolontariatu Mirosław Zbigniew Wojalski. Zorganizowano tu już 104 wystawy, głównie ze zbiorów M. Z. Wojalskiego. Prawie każda wystawa miała katalog. Jest jedną z czterech w Polsce, najstarszą stałą galerią ekslibrisu.

## Historia wystaw
Od 1990 r. oglądać tu było można: „Podbój kosmosu na ekslibrisach w 33 rocznicę startu pierwszego sputnika 4 października 1957–1990”; „Orły na ekslibrisach 11 listopada 1990 z okazji Święta Niepodległości”; „Ekslibrisy Andrzeja Kota”.
1991 r.: „Ekslibrisy numizmatyczne z kolekcji Stanisława Bulkiewicza”, „Kobieta na ekslibrisach” – wystawa ze zbiorów: Stanisława Bulkiewicza, Wojciecha Cieślaka, Henryka Górskiego, M. Z. Wojalskiego; Wystawa autorska Wojciecha Cieślaka, łódzkiego twórcy linorytów; „Ekslibrisy dzieci i dla dzieci” z kolekcji M. Z. Wojalskiego; „Łódzkie ekslibrisy” zorganizowana z ekslibrisów dostarczonych przez Stanisława Bulkiewicza, Wojciecha Cieślaka, Henryka Górskiego, Kazimierza Sipowicza i Mirosława Z. Wojalskiego; „Motywy patriotyczne i inne na ekslibrisach Ryszarda Bandosza”.
1992 r.: Wystawa autorska Bogusława Szczepańczyka; „Motywy kwiatowe na ekslibrisach”; „Ekslibris familijny”; „Motywy łódzkie na ekslibrisach” jako impreza towarzysząca Światowemu Spotkaniu Łodzian; „Ekslibrisy typograficzne Tadeusza Wacława Budynkiewicza z Lublina”.
1993 r.: „Ekslibrisy kolejowe” z kolekcji Wojciecha Cieślaka; „Ekslibrisy dla Ew” z okazji Dnia Kobiet (katalog wystawy otwartej 12 marca 1993 r. ISBN 83-900806-6-4); „Ekslibrisy Jana Tadeusza Czecha” ze Starego Sącza; „Ekslibrisy Zbigniewa Dolatowskiego”; „Architektura zabytkowa”.
1994 r.: „Ekslibrisy Leszka Frey Witkowskiego”; „Ekslibrisy japońskie z kolekcji Masakatsu Yoshida”; „Ekslibrisy Juliusza Szczęsnego Batury”; „Ekslibrisy bibliotek publicznych”.
1995 r.: „Ekslibrisy przyrodnicze”, „Ekslibrisy medyczne”, „Ekslibris krajoznawczy”;
1996 r.: „Ekslibrisy Kazimierza Zbigniewa Łońskiego z Zamościa”; „Architektura Łodzi i innych miast na ekslibrisach”; „Ekslibrisy dzieci. Pokłosie ogólnopolskiego konkursu na ekslibris dziecięcy organizowanego przez Bibliotekę Miejską w Żarach pod kierownictwem p. Wiktora Jana Tyry”; „Rośliny lecznicze na ekslibrisach Krzysztofa Kmiecia z Krakowa”.
1997 r.: „Motywy muzyczne na ekslibrisach”; „Od balonu do sputnika w 40-lecie ery kosmicznej 4 X 1957 – 4 X 1997”;
1998 r.: Ekslibrisy „z samochodami”; „Ekslibrisy łodzian autorstwa Kazimierza Zbigniewa Łońskiego”; „Zabytki Łodzi na ekslibrisach” – wystawa towarzysząca obchodom 575 rocznicy nadania Łodzi praw miejskich, zorganizowana wspólnie z Łódzkim Oddziałem TOnZ obchodzącym wtedy swoje 15-lecie; „Ekslibrisy i małe formy grafiki Heleny Sawickiej”, 1998, ISBN 83-86699-26-4;
1999 r.: „Ekslibrisy dla Mirosława Zbigniewa Wojalskiego”; „Portrety pisarzy i poetów na ekslibrisach”, „Ekslibrisy członków Towarzystwa Opieki nad Zabytkami (TOnZ) autorstwa Anny Czapskiej” (największa wystawa z wszystkich dotychczasowych – zaprezentowano na niej 264 ekslibrisy, spośród których kilkanaście ekslibrisów wykonała autorka specjalnie na tę wystawę dla łodzian – członków TOnZ).
2000 r.: 43. wystawa „Ekslibris »z kobietą«” – 7 marca z okazji Dnia Kobiet. Wszystkim przybyłym na otwarcie wystawy kobietom komisarz wystawy wręczył symboliczny kwiatek;
44. wystawa to „Ekslibrisy dzieci łódzkich i nie tylko” w ramach obchodów „Święta Łodzi” (ISBN 83-86699-29-9);
45. wystawa była zarówno autorską, jak i tematyczną: „Podróże człowieka po ziemi, na wodzie, w powietrzu i w Kosmosie na ekslibrisach Krzysztofa Kmiecia”.
W XXI wieku prezentowane były:
46. „Juliusz Szczęsny Batura. Ekslibrisy”, w otwarciu wystawy uczestniczył autor,
47. „Ekslibrisy »kolejowe« z kolekcji Mirosława Z. Wojalskiego i Andrzeja Zaręby” (ISBN 83-86699-32-9)
48. „Wojciech Cieślak – ekslibrisy. Wystawa retrospektywna w pierwszą rocznicę śmierci autora” (ISBN 83-86699-33-7)
49. „Łódzkie tramwaje na ekslibrisach Kazimierza Zb. Łońskiego”, 2002, ISBN 83-86699-20-5 Katalog został wydany w większym nakładzie jako samodzielna publikacja, sponsorowana przez drukarnię „Wograf” Zdzisława Wojciechowskiego
50. „Najciekawsze ekslibrisy z kolekcji M.Z. Wojalskiego” to największa ze wszystkich wystaw (ISBN 83-86699-34-5)
51. „Ekslibrisy Henryka Górskiego”, ISBN 83-86699-35-3

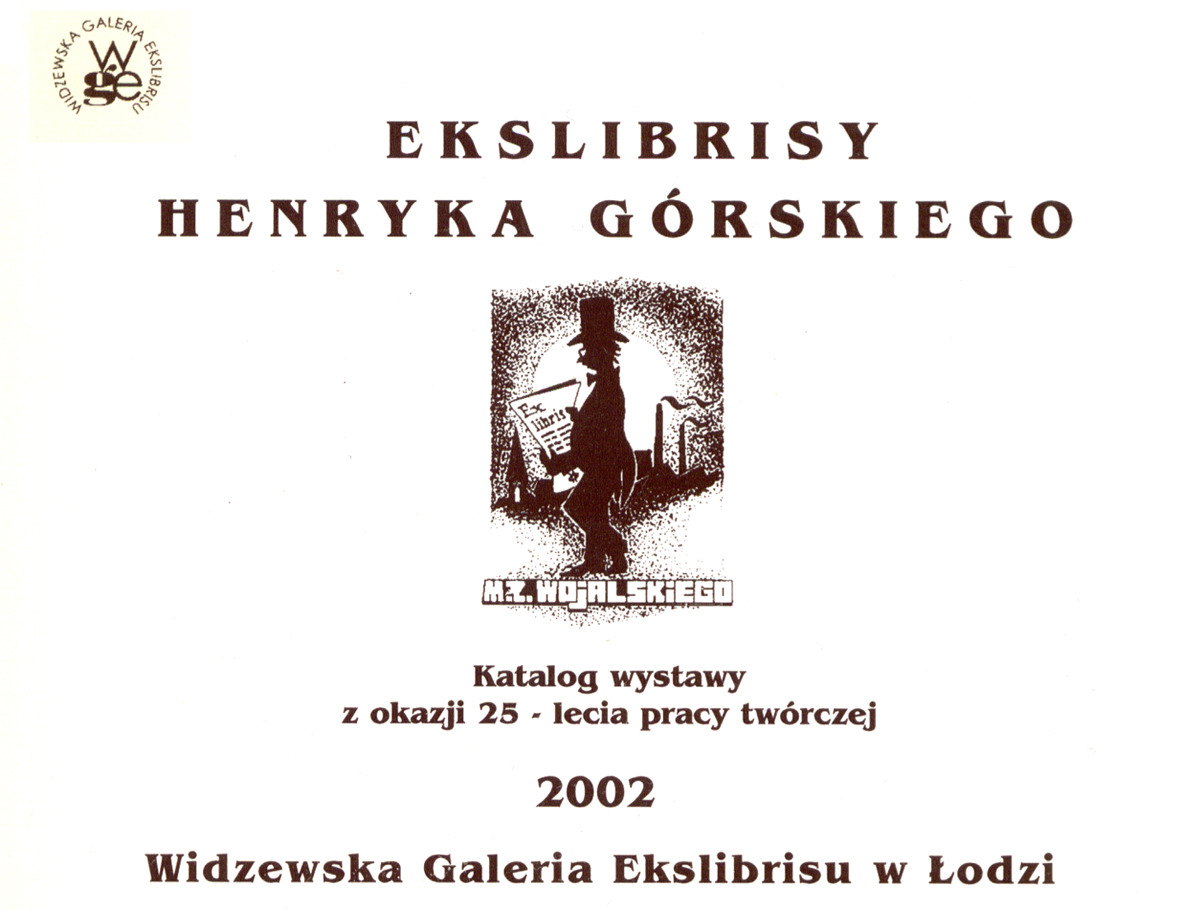
Okładka katalogu wystawy ekslibrisów Henryka Górskiego w Widzewskiej Galerii Ekslibrisu w Łodzi

52. Gosia Seweryn: „Ekslibrisy i grafika”,
53. „Ekslibrisy bibliotek publicznych”,
54. „Widoki Łodzi na ekslibrisach”,
55. „Ekslibrisy »kopernikańskie« z kolekcji Bogusława Szczerwowskiego” – to kolejne wystawy w Galerii.
Widzowie 56. wystawy zaproszeni byli do oglądania ekslibrisów „kolejowych” – „Kolejowy świat Jędrusia Zaręby na ekslibrisach Kazimierza Zbigniewa Łońskiego” (ISBN 83-86699-61-2)
Na 57. wystawie ekslibrisów, zaprezentowane były ekslibrisy Stanisława Bulkiewicza jakie dla niego wykonali różni twórcy i można je było oglądać od 18 stycznia do 21 marca 2005 r. Katalog Ekslibrisy dla Stanisława Bulkiewicza przygotowany przez Mirosława Zbigniewa Wojalskiego (ISBN 83-86699-54-X) powieliły w nakładzie 55 egzemplarzy Widzewskie Domy Kultury.
58. wystawa była też nietypowa, bo pokazywała „Dobrego wojaka Szwejka” na ekslibrisach zaprzyjaźnionego z galerią autora – Kazimierza Zbigniewa Łońskiego, który na jej potrzeby wykonał ponad dwadzieścia ekslibrisów „ze Szwejkiem” dla łodzian, choć poprzednio wykonał co najmniej pół setki dla Tadeusza Ortyla z Sanoka. Wstęp do katalogu wystawy napisał sam Leszek Mazan.
59. „Ekslibrisy Arego Sternfelda” wystawa otworzona była w 100 rocznicę urodzin Arego Sternfelda, wybitnego teoretyka kosmonautyki, który dzieło swojego życia Wstęp do kosmonautyki napisał w Łodzi w istniejącym do dziś domu u zbiegu ulic Wólczańskiej i S. Więckowskiego.
60. jubileuszowa wystawa „Diabeł na ekslibrisach” otwarta w 2005 r. (roku 15-lecia Galerii), we współpracy z Muzeum Diabła Polskiego Wiktoryna Grąbczewskiego z Warszawy (ISBN 83-86699-62-0)
61. wystawa to „Ekslibrisy szachowe z kolekcji Mirosława Z. Wojalskiego”.
Wystawą 62. „Wędrówki w Kosmosie na ekslibrisach Krzysztofa Kmiecia”, 2006 zakończono jubileusz 15-lecia obchodów istnienia Galerii
63. wystawa „Ekslibrisy fińskie” została otworzona 9 stycznia 2007 r. Wystawa ma dwujęzyczny katalog polsko-fiński, sponsorowany przez Towarzystwo Ubezpieczeń na Życie WARTA SA (ISBN 978-83-88638-36-7)
64. wystawa „70 ekslibrisów dla Mirosława Zbigniewa Wojalskiego” powiązana była z jubileuszem 70-lecia urodzin kolekcjonera prowadzącego Galerię, 35-leciem kolekcjonerstwa, 15-leciem pisarstwa etc. (ISBN 978-83-88638-37-4)
65. 22 maja 2007 r. została otworzona wystawa nowych, stworzonych od 2001 r. ekslibrisów Juliusza Szczęsnego Batury (ISBN 83-86699-55-8) czynna do 3 października 2007 r.
66. 9 października 2007 r. została otworzona wystawa „Ryszard Bandosz. Ekslibrisy. Dorobek ostatnich 15 lat”. Wystawa w 60-lecie urodzin twórcy. Czynna do 1 lutego 2008 r. (ISBN 978-83-88638-39-8)
67. 5 lutego 2008 r. otworzono wystawę „Zbigniew Osenkowski. Ekslibrisy”. Czynna była do 20 kwietnia 2008 r. Wystawa ma katalog o numerze ISBN 978-83-88638-40-4.
68. 8 kwietnia 2008 r. otworzono wystawę „Ekslibrisy esperanckie autorstwa Józefa Golca z Sopotu”. Czynna była do 26 maja 2008 r., a później można było przez 3 miesiące obejrzeć jej fragment, najbardziej reprezentatywny – z ekslibrisami łodzian (ISBN 978-83-88638-41-1)
69. 27 maja 2008 r. otworzono wystawę „Wielokulturowa Łódź. Wystawa ekslibrisów. Z kolekcji Mirosława Zbigniewa Wojalskiego”.
Podczas otwarcia kolekcjoner wygłosił odczyt „Łódź wielokulturowa”.
Wystawa była czynna do 3 października 2008 r. Wystawie towarzyszył katalog. (ISBN 978-83-88638-42-8)
70. Wystawa „Ekslibrisy Henryka Płóciennika” została otwarta 30 września 2008 r. Uroczystość otwarcia uświetnił autor. Czynna była od października 2008 do marca 2009 (ISBN 978-83-88638-43-5)
71. Wystawa „W ogrodzie i na łące. Ekslibrisy przyrodnicze Krzysztofa Kmiecia” otwarta 17 marca 2009 r. Czynna do 1 czerwca 2009 r. Wystawa ma katalog, którego sponsorem jest Apteka „Pod Białym Orłem” im. mgr farm. Ireny Baranowskiej w Łodzi przy ul. Piotrkowskiej 46 (ISBN 978-83-88638-44-2)
72. „Ekslibrisy judaistyczne Józefa Golca” – wystawa pod patronatem dr. Jerzego Kropiwnickiego, prezydenta miasta Łodzi. Czynna od 9 czerwca do 8 października 2009.
Wystawa ma katalog dzięki Wydziałowi Kultury Urzędu Miasta Łodzi (ISBN 978-83-88638-45-9)
73. „Zbigniew Jóźwik. Ekslibrisy” – wystawa od 13 października 2009 do 8 kwietnia 2010. Na wernisaż wystawy przyjechał z Lublina autor. Wystawa ma katalog ISBN 978-83-88638-51-0.
74. „Polskie zabytki z Listy UNESCO na ekslibrisach”, wystawa z kolekcji użyczonej przez Andrzeja Znamirowskiego z Krakowa. Wystawa pod patronatem Miejskiego Konserwatora Zabytków w Łodzi. Katalog wystawy (ISBN 978-83-88638-53-4) przygotowała Magdalena Jonczyk i była to część jej pracy magisterskiej.
75. „Zabytki Łodzi na ekslibrisach Kazimierza Zbigniewa Łońskiego” (1940–2011). Wystawa 75. w 20-lecie Galerii, obchodzone pod patronatem Hanny Zdanowskiej, Prezydent miasta Łodzi. Katalog (ISBN 978-83-88638-55-8) przygotował Mirosław Zbigniew Wojalski. Wstęp do katalogu napisał Wojciech Szygendowski, wojewódzki konserwator zabytków w Łodzi. Partnerem katalogu i wystawy był Wydział Kultury Urzędu Miasta Łodzi. Otwarcie wystawy nastąpiło 22 lutego 2011. Autor ekslibrisów, Kazimierz Zbigniew Łoński z Zamościa zmarł 21 maja 2011 i wystawa w pewnym momencie stała się wystawą pośmiertną.
76. „Cieszynalia. Ekslibrisy Józefa Golca”. Otwarcie wystawy 18 października 2011. Katalog (ISBN 978-83-88638-61-9) przygotował Mirosław Zbigniew Wojalski. Wystawa zamknęła obchody 20-lecia Galerii obchodzone pod patronatem Hanny Zdanowskiej, Prezydent miasta Łodzi. Prezentowane było 99 ekslibrisów m.in. Jerzego Buzka. Także reprodukcje ekslibrisów, które w oryginale są koronkami („koronki koniakowskie” choć z Cisowej).
77. „Juliusz Szczęsny Batura. Ekslibrisy z lat 2007–2012 (Tysiąc znaków)”. Wystawa otwarta 21 lutego 2012, czynna do 4 czerwca 2012. Informator (ISBN 978-83-86699-57-5) przygotował Mirosław Zbigniew Wojalski i jest jego sponsorem.
78. „Orientalis. Dalekowschodnie motywy na ekslibrisach Krzysztofa Marka Bąka”. Wystawa otwarta 5 czerwca 2012 r., czynna do 1 października 2012 r. Informator (ISBN 978-83-86699-58-2) przygotowali Krzysztof Marek Bąk i Mirosław Zbigniew Wojalski, a jego sponsorem jest Mirosław Zbigniew Wojalski.
79. „Niebo i kosmos na ekslibrisach Krzysztofa Kmiecia. Wystawa z okazji 55. rocznicy startu pierwszego sputnika 1957 – 4 X – 2012 i Światowego Tygodnia Przestrzeni Kosmicznej” – otwarta 2 października 2012 w związku ze Światowym Tygodniem Przestrzeni Kosmicznej ogłoszonym ongiś przez ONZ. Patronat nad wystawą objęło Centrum Badań Kosmicznych PAN. Sponsorem katalogu (ISBN 978-83-88638-63-3) jest Polska Akademia Nauk Centrum Badań Kosmicznych. Wstęp do katalogu: prof. dr hab. Zbigniew Kłos; katalog wydrukowano dzięki prof. Barbarze Popielawskiej sekretarzowi Komitetu Badań Kosmicznych i Satelitarnych Polskiej Akademii Nauk (komitety problemowe). Wystawa czynna do 18 lutego 2013 r.
80. „Ekslibrisy koronkowe z kolekcji Józefa Golca”. Wystawa otwarta 19 lutego 2013 r., czynna do 13 maja 2013 r. Katalog (ISBN 978-83-86699-71-1) przygotował Mirosław Zbigniew Wojalski i jest jego sponsorem. W katalogu zreprodukowano kilkanaście fotografii ekslibrisów, które w rzeczywistości są koronkami („koronki koniakowskie” choć z Cisowej) oraz ekslibrisy które mogą posłużyć jako wzór do wykonania koronki.
81. „Ekslibrisy przyrodnicze z kolekcji Mirosława Zbigniewa Wojalskiego”. Wystawa otwarta 14 maja 2013 r., czynna była do 7 października 2013 r. Katalog (ISBN 978-83-86699-72-8) przygotował Mirosław Zbigniew Wojalski i jest jego sponsorem.
82. „Agnieszka Broź, Ewa Chorążak, Aleksandra Hachuła. Młode damy śląskiego ekslibrisu”. Wystawa otwarta 8 października 2013 r. i czynna do 4 maja 2014 r. Katalog (ISBN 978-83-86699-73-5) przygotował Mirosław Zbigniew Wojalski i jest jego sponsorem. Otwarcie zaszczyciły swoją obecnością autorki.

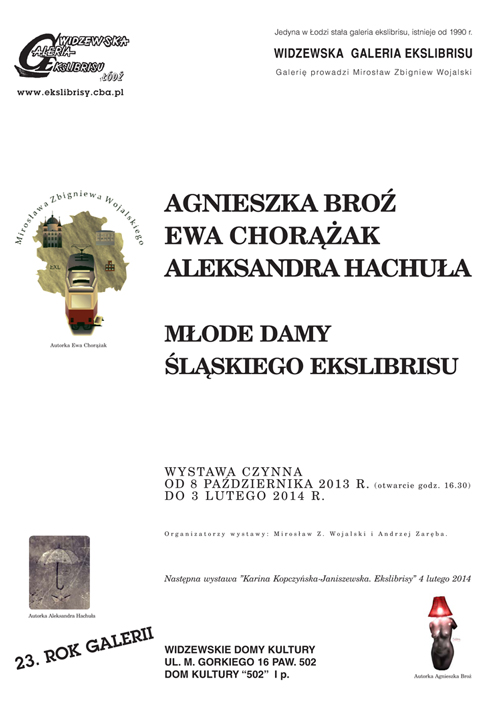
Afisz wystawy ekslibrisów A. Broź, E. Chorążak, A. Hachuła – „młode damy śląskiego ekslibrisu” w Widzewskiej Galerii Ekslibrisu

83. „Karina Kopczyńska-Janiszewska. Ekslibrisy” – otwarcie wystawy 4 lutego 2014 r., czynna do 5 maja 2014 r. Katalog (ISBN 978-83-86699-74-2) przygotował Mirosław Zbigniew Wojalski i jest jego sponsorem.
84. „Ekslibrisy kwiatowe ze zbioru Mirosława Zbigniewa Wojalskiego” – otwarcie wystawy 6 maja 2014 r. Wystawa czynna do 13 października 2014 r. Katalog (ISBN 978-83-86699-75-9) przygotował Mirosław Zbigniew Wojalski i jest jego sponsorem.
85. „Henryk Grajek. Ekslibrisy” – wystawa ze zbioru Mirosława Zbigniewa Wojalskiego, pod patronatem Prezydent m. Łodzi. Do oglądania od 14 października 2014 r. do 9 lutego 2015 r. Katalog (ISBN 978-83-86699-77-3) przygotował Mirosław Zbigniew Wojalski i jest jego sponsorem.
86. „Bohdan Rutkowiak. Ekslibrisy «weterynaryjne»” – wystawa wspólna 3 galerii: Warszawska Galeria Ekslibrisu (WGE) – Michał Witak, Galeria Ekslibrisu Domu Kultury „Podgórze” w Krakowie – Andrzej Znamirowski i Widzewska Galeria Ekslibrisu w Łodzi (WGE) ze zbioru Mirosława Zbigniewa Wojalskiego. Do oglądania od 10 lutego 2015 r. do 4 maja 2015 r. Katalog wystawy (ISBN 978-83-86699-76-6) przygotował Mirosław Zbigniew Wojalski i jest jego sponsorem.
87. „Rajmund Aszkowski. Ekslibrisy komputerowe” otwarcie wystawy 5 maja 2016, do oglądania do 12 października 2015 r. Niespotykane dotychczas w galerii ekslibrisy o specyficznej manierze, wzbudziły duże zainteresowanie zwiedzających.Do wystawy został sporządzony 6-stronicowy informator o tym samym tytule opatrzony numerem ISBN 978-83-86699-69-8.
88. „Hanna Ewa Stańska. Ekslibrisy łodzian”. Otwarcie 13 października 2015 r. to prolog Jubileuszu 25-lecia działalności Galerii. Czynna do 8 lutego 2016 r. Katalog wystawy (ISBN 978-83-86699-78-0) przygotował Mirosław Zbigniew Wojalski wspólnie z autorką Hanną Ewą Stańską. Wiersz o 25-leciu Galerii Ekslibris do ćwierć potęgi autorstwa Antoniego Bańkowskiego znalazł się na III s. okładki katalogu. Największe uznanie zwiedzających wzbudziły ekslibrisy, których motywem były kobiety (szczególnie nieubrane), ptaki i kwiaty. Patronat nad Jubileuszem 25-lecia Galerii przyjęła Prezydent m. Łodzi Hanna Zdanowska. Także Wojewoda Łódzki Jolanta Chełmińska przyjęła honorowy patronat nad tym wydarzeniem.
W numerze 3/79/2017 „Kroniki miasta Łodzi” na stronach 196-199 ukazał się w dziale „Wspomnienia” artykuł Mirosława Zbigniewa Wojalskiego Hanna Ewa Stańska (1935-2017). Pasjonatka ekslibrisu z reprodukcją portretu autorki i ekslibrisu jej autorstwa dla Michała Kuny.
89. „Ekslibrisy muzyczne Ryszarda Bandosza, Juliusza Szczęsnego Batury, Krzysztofa Kmiecia, Zbigniewa Jóźwika, Jana Stańdy, Józefa Golca i innych autorów”. Otwarcie 9 lutego 2016 r. czynna do 9 maja 2016 r. Katalog wystawy (ISBN 978-83-88638-69-5) przygotował Mirosław Zbigniew Wojalski i jest jego sponsorem.
90. „500-lecie polskiego ekslibrisu. Ekslibrisy Alis i Abrahama Horodyszów. 25 lat Widzewskiej Galerii Ekslibrisu”. Otwarcie 10 maja 2016 r. czynna do 9 października 2016 r. Katalog wystawy (ISBN 978-83-88638-70-1) sponsorowany przez Urząd Miasta Łodzi przygotował Mirosław Zbigniew Wojalski
91. „Ekslibrisowe pasje Andrzeja Zaręby” [Ekslibrisy z parowozami]”. Otwarcie 11 października 2016 r. wystawa była czynna do 27 lutego 2017 r. Katalog wystawy (ISBN 978-83-88638-71-8) przygotował Mirosław Zbigniew Wojalski. Wiersz o pasjach Andrzeja ZarębyList gończy autorstwa Antoniego Bańkowskiego znalazł się na III s. okładki katalogu. Wystawa została zorganizowana dla zaakcentowania przejścia na emeryturę Andrzeja Zaręby wieloletniego „dyrektora technicznego” Galerii. Podziękowaliśmy mu za wieloletnią owocną współpracę. Otwarcie wystawy zamieniło się w serdeczne spotkanie wielu łodzian związanych nie tylko z ekslibrisami, ale i z kinooperatorami. Wykonano wiele zdjęć pamiątkowych.
92. „80 ekslibrisów stworzonych dla Mirosława Zbigniewa Wojalskiego, wybranych z jego kolekcji na 80-lecie”. Otwarcie odbyło się 28 lutego 2017 r., dzień po 80. rocznicy urodzin kolekcjonera, twórcy Widzewskiej Galerii Ekslibrisu. Wystawa była czynna do 9 maja 2017 r. Wystawie towarzyszył katalog „80 ekslibrisów stworzonych dla Mirosława Zbigniewa Wojalskiego, wybranych z jego kolekcji na 80-lecie” różnych autorów którzy je wykonali dla niego w latach 1990–2017, Łódź 2017 (ISBN 978-83-88638-74-9), który przygotował Mirosław Zbigniew Wojalski przy pomocy Włodzimierza Rudnickiego. Katalog sponsorował Mirosław Zbigniew Wojalski. W katalogu zamieszczony też jest na s. 15 wiersz Antoniego Bańkowskiego o laureacie i jego ekslibrisach „80 LAT”.
Na otwarcie przybył Krzysztof Piątkowski, wiceprezydent m. Łodzi który wygłosił laudację i wręczył stosowne pisemne gratulacje od siebie i od Hanny Zdanowskiej Prezydent m. Łodzi. Przemawiał i pismo gratulacyjne wręczył także Tomasz Kacprzak Przewodniczący Rady Miejskiej Łodzi. Gratulował Krzysztof Góra, prezes Towarzystwa Opieki nad Zabytkami w Łodzi i prezes Oddziału PTTK Łódź – Polesie wręczając laureatowi przyznaną w grudniu 2016 przez ZG PTTK legitymację i Odznakę „Zasłużony Przewodnik PTTK”. Wszyscy obecni, wśród nich wielu działaczy PTTK wzięło jednocześnie udział w promocji liczącej 364 strony publikacji autorstwa Mirosława Zbigniewa Wojalskiego Działacze krajoznawstwa, turystyki, opieki nad zabytkami, przewodnicy, z Łodzi i regionu i otrzymali płytkę z tekstem publikacji (ISBN 978-83-88638-75-6). Wszyscy otrzymali też pamiątkowy znaczek imprezy „80”, pamiątkowy kalendarzyk, karnet okolicznościowy uwypuklający daty różnych działań laureata oraz autentyczne znaczki pocztowe Poczty Polskiej z podobizną laureata, które można było zachować na pamiątkę lub nakleić na list „ekonomiczny”.
93. „Sławni Polacy na ekslibrisach z kolekcji Mirosława Zbigniewa Wojalskiego”. Wystawa otwarta 9 maja 2017 r., czynna do 9 października 2017 r. 80 ekslibrisów autorstwa ponad 30 twórców, pokazujących mniej czy bardziej wierne portrety wybitnych pisarzy, poetów, kompozytorów (Fryderyk Chopin, Aleksander Tansman), ludzi kultury, nauki, poprzez Tadeusza Kotarbińskiego, Arego Sternfelda, Mirosława Hermaszewskiego, Tadeusza Kościuszki, Józefa Piłsudskiego i Kazimierza Pułaskiego na królu Bolesławie Chrobrym, królu Władysławie Jagiełło z królową Jadwigą kończąc. Katalog ISBN 978-83-88638-76-3 sponsorowany przez Mirosława Zbigniewa Wojalskiego ma 12 stron, zaprojektowany został przez Mirosława Zbigniewa Wojalskiego, konsultacją służył Włodzimierz Rudnicki.
94. „Człowiek Ziemia Kosmos Wystawa 60 ekslibrisów ze zbioru Mirosława Zbigniewa Wojalskiego zorganizowana w 60-lecie ery kosmicznej 4 października 2017, Łódź 2017”. Wystawa otwarta 10 października 2017 r. czynna do 5 lutego 2018 r. zgromadziła 60 ekslibrisów (14 reprodukowanych w katalogu), autorstwa ponad 25 twórców, pokazujących obiekty i ludzi na ziemi i w kosmosie, m.in. z portretami Arego Sternfelda, Mirosława Hermaszewskiego, a także upamiętniających Jana [Antoniego] Wnęka, Janka Melę, Stanisława Lema. Katalog ISBN 978-83-88638-77-0 ma 12 stron, zaprojektowany został przez Mirosława Zbigniewa Wojalskiego (także sponsora katalogu), słowo wstępne „Badanie Kosmosu” prof. dr hab. Zbigniew Kłos Centrum Badań Kosmicznych Polskiej Akademii Nauk.
95. „«Na ekslibrisach wszystko co pływa» z kolekcji Mirosława Z. Wojalskiego”.
Wystawa otwarta 6 lutego 2018, czynna do 7 maja 2018 r. zgromadziła 55 ekslibrisów (12 reprodukowanych w informatorze).
Informator wystawy ma numer ISBN 978-83-86699-78-0.
96. Jednocześnie otwarta była wystawa 20 ekslibrisów dla „małolatów” przygotowywana od prawie 2 lat. Do jej otwarcia przed rokiem nie doszło. Wystawa ma katalog zatytułowany „Ekslibrisy i znaki własnościowe dla „małolatów” Hanny Ewy Stańskiej (1935-2017)” opatrzony numerem ISBN 978-83-88638-59-6. W katalogu jest obszerny biogram autorki. Sponsorem katalogu tej wystawy jest Rodzina Hanny Ewy Stańskiej.
97. „Kobieta. Wystawa ekslibrisów ze zbioru Mirosława Zbigniewa Wojalskiego” Wystawa otwarta 8 maja 2018 r. czynna do 8 października 2018. Pokazano 70 ekslibrisów (21 reprodukowanych w informatorze) różnych autorów, w tym po 10 znaków Juliusza Szczęsnego Batury, Leszka Frey-Witkowskiego i Andrzeja Kota. Zwiedzający otrzymali 6-stronicowy informator autorstwa Mirosława Zbigniewa Wojalskiego, opatrzony numerem (ISBN 978-83-86699-80-3) powielony przez Dom Kultury 502.
98. Łódź na ekslibrisach, ze zbioru Mirosława Zbigniewa Wojalskiego. Wystawa okolicznościowa na Święto Łodzi związane z 595. rocznicą uzyskania przez Łódź praw miejskich 29 lipca 1423 r. w Przedborzu”. Wystawa otwarta 27 lipca 2018 r. czynna do 26 września 2018. 6-stronicowy informator autorstwa Mirosława Zbigniewa Wojalskiego jest opatrzony numerem ISBN 978-83-86699-82-7, powielony przez Dom Kultury 502.
99. „Aneta Kowalczyk. Ekslibrisy. Wystawa autorska” Otwarcie wystawy 9 października 2018 r. Wystawa ma informator opracowany przez autorkę Anetę Kowalczyk i Mirosława Zbigniewa Wojalskiego opatrzony numerem isbn (ISBN 978-83-86699-81-0), powielony sumptem autorki.
100. „Biały Orzeł – godło państwa polskiego” wystawa 100 ekslibrisów na 100-lecie Niepodległej z kolekcji Mirosława Zbigniewa Wojalskiego. Oglądający otrzymali 16-stronicowy katalog opatrzony numerem ISBN 978-83-88638-80-0ˌ Wystawę objęła patronatem Hanna Zdanowska Prezydent m. Łodzi. Otwarcie 6 listopada 2018 r. Katalog wydrukowano z funduszy Widzewskiego Banku Pomysłów na Kulturę, zadania współfinansowanego przez Miasto Łódź.
101. „Ryszard Bandosz. Ekslibrisy. Sibi et Amicis. Pożegnanie”. Wystawa przeglądowa 101 ekslibrisów z lat 2008–2019. Oglądający otrzymali 20-stronicowy katalog opatrzony numerem ISBN 978-83-88638-81-7ˌ Znalazło się w nim 55 reprodukcji ekslibrisów spośród 101 wystawionych. Znalazł się też autorski wykaz opus 204 ekslibrisów wykonanych przez Ryszarda Bandosza (twórcę i kolekcjonera ekslibrisów z Warszawy) od czasu ostatniej wystawy w WGE w 2007 r. Wtedy ostatni numer opus wynosił 599, a ten wykaz zaczął się od 602 a skończył na 805 z 2019 r. Znalazło się też 6 zdjęć na których przedstawiono autora w różnych okolicznościach na różnych wystawach ekslibrisów w WGE, również wiersz autorstwa Antoniego Bańkowskiego podkreślający związki Ryszarda Bandosza z Widzewską Galerią Ekslibrisu „Od ... i do...”. Wystawa czynna do 6 maja 2019 r.
102. 7 maja 2019 r. otwarto 102. wystawę 102 ekslibrisów autorstwa Juliusza Szczęsnego Batury z Augustowa. Otwarcie wystawy zaszczycił swoją obecnością Autor wraz z Małżonką Blanką.
Wystawie towarzyszy katalog „Juliusz Szczęsny Batura. Ekslibrisy” opracowany przez Mirosława Zbigniewa Wojalskiego (ISBN 978-83-88638-82-4), rozdawany bezpłatnie jak wszystkie poprzednie katalogi i informatory a sponsorowany przez Mirosława Zbigniewa Wojalskiego. Zamieszczone w nim wykaz prezentowanych ekslibrisów i 32 reprodukcje ekslibrisów zarówno linorytów, jak i plastikorytów. Także portret autora.
Wystawa czynna do 7 października 2019 r. Otwarcie wystawy zostało opisane w wikinews: 
103. „Roman Mucha i jego córka Marzanna. Ekslibrisy” to wystawa otwarta 8 października 2019 r. i czynna do 3 lutego 2020 r.
Na wystawie pokazano 40 ekslibrisów Romana Muchy, wszystkie to linoryty. Ich tematyka to przede wszystkim drewniane cerkiewki Zamojszczyzny i Roztocza, ale również obiekty zabytkowe innych okolic Polski, w tym wiele sakralnych. Są także motywy przyrodnicze, krajobrazy, ale także bardzo ciekawe portrety wybitnych Polek i Polaków np. Maria Kuncewiczowa, Fryderyk Chopin, Józef Piłsudski, Tadeusz Kościuszko, Bolesław Leśmian, Bolesław Prus, Henryk Sienkiewicz, Czesław Miłosz, Wisława Szymborska. To nie tylko piękne ekslibrisy, ale jednocześnie znakomita dokumentacja drewnianych zabytków cerkiewnych tego regionu. Wypracował własny styl artystyczny, bardzo niekonwencjonalny, choć bardzo realistyczny. Piękno, harmonia i spokój wywierają na oglądających duże wrażenie.
Córka Romana Muchy, Marzanna Mucha jest reprezentowana przez 30 ekslibrisów o nieco podobnej tematyce – zabytkowe obiekty sakralne Polski południowej, w tym także cerkiewki. Ale np. ekslibrisy dla Biblioteki Publicznej Miasta St. Warszawy mają za temat rysunku książkę, kaganek, orła i obiekty architektoniczne stolicy. Są także postacie ludzi i obiekty przyrodnicze.
Wystawie towarzyszył katalog opracowany przez Mirosława Zbigniewa Wojalskiego, który Galerię zainicjował i cały czas jako wolontariusz prowadzi na I piętrze DK 502 opatrzony numerem ISBN 978-83-86699-85-8 a powielony przez Dom Kultury 502, rozdawany bezpłatnie. Katalog jest czarno-biały, choć niektóre ekslibrisy są barwne.
Otwarcie wystawy zostało opisane w wikinews: . Ta informacja miała ponad 1000 wejść.
104. wystawa otworzona 4 lutego 2020 pokazuje 70 ekslibrisów Zbigniewa Dolatowskiego, który przez pół wieku w Warszawie pracował w Instytucie Urbanistyki i Architektury jako kreślarz, rysownik i grafik, ale równocześnie stworzył prawie 900 ekslibrisów o bardzo szerokiej tematyce, o bardzo pięknym liternictwie. Dla przyjaciół, ale i na zamówienie bibliofilów, bibliotek, instytucji, stowarzyszeń kultury.
Ilustrował publikacje, także sam je opracowywał i wydawał we własnym wydawnictwie.
Uhonorowany Odznaką Zasłużony Działacz Kultury.
Wielokrotnie nagradzany na wystawach i w konkursach, także międzynarodowych. Prezentował księgoznaki na licznych wystawach za granicą i w kraju, m.in. w Łodzi, także przed laty w naszej Galerii.
Wystawa ma katalog opracowany przez Mirosława Zbigniewa Wojalskiego „Zbigniew Dolatowski. Ekslibrisy” opatrzony numerem ISBN 978-83-86699-59-9. Pewne materiały do katalogu wskazał Jakub Dolatowski, uzupełniając też ekspozycję ekslibrisami, które sobie wysoko cenił autor.
Wystawa rozpoczęła uroczystości 30-lecia Galerii. Wystawę i 30-lecie objęła patronatem Hanna Zdanowska Prezydent Miasta Łodzi.
TVP 3 Łódź zaanonsowała 30-lecie Galerii i otwarcie wystawy w magazynie kulturalnym 31 stycznia 2020 r. https://lodz.tvp.pl/41964938/lodzkultura od trzynastej minuty
Otwarcie wystawy zostało opisane w wikinews: 
Galeria została 17 września 2018 r. uhonorowana przez Ministra Kultury i Dziedzictwa Narodowego honorową odznaką „Zasłużony dla Kultury Polskiej” (leg. 12508). Równocześnie taką samą honorową odznaką Minister Kultury i Dziedzictwa Narodowego uhonorował 6 współpracowników Galerii (Krzysztof Góra, Stanisław Jakuszewski, Bohdan Kieszkowski, Jan J. Zienkiewicz, Ryszard Bandosz, Mieczysław Borkowski) a Włodzimierz Rudnicki też współpracujący z Galerią został odznaczony Srebrnym Krzyżem Zasługi. Dekoracja tych społeczników została opisana w wikinews: 
Odwiedza galerię niemałe grono miłośników ekslibrisów, oglądają wystawy także widzowie spektakli „SŁUP-a” prowadzonego przez Marcela Szytenchelma. Oglądają je także uczestnicy zajęć w DK „502”. Wystawy odwiedzają czasem uczniowie łódzkich i podłódzkich szkół (np. z Ksawerowa i Modlnej). Istnieje Rada Galerii. Plakaty wystaw opracowuje Mirosław Z. Wojalski.
Warta zainteresowania była wystawa „Ekslibrisy dla Mirosława Zbigniewa Wojalskiego” której otwarcie 27 lutego 2007 zbiegło się z Jubileuszem 70-lecia urodzin kolekcjonera prowadzącego galerię (ISBN 978-83-88638-37-4) i wystawa „80 ekslibrisów stworzonych dla Mirosława Zbigniewa Wojalskiego, wybranych z jego kolekcji na 80-lecie”. Otwarcie odbyło się 28 lutego 2017 r., dzień po 80. rocznicy urodzin kolekcjonera.
Większości wystaw – dzięki sponsorom – towarzyszyły drukowane katalogi.

## Galeria w mediach
Wiesław Pierzchała w „Dzienniku Łódzkim” 27 października 2000 r. zamieścił na s. 18 całostronicowy artykuł Magiczny świat ekslibrisów poświęcony Galerii i ekslibrisom, ilustrowany portretem twórcy Galerii Mirosława Zbigniewa Wojalskiego i reprodukcjami ekslibrisów autorstwa Ryszarda Bandosza, Juliusza Szczęsnego Batury, Bogusława Szczepańczyka, Teofila Jóźwiaka i Krzysztofa Kmiecia.
Kilkakrotnie Galerii na przestrzeni lat poświęcano mniej czy bardziej obszerne artykuły w prasie łódzkiej: Niebanalne podpisy na książkach Moniki Wasilewskiej w „Gazecie Łódzkiej”, lokalnym dodatku do „Gazety Wyborczej”, 14 października 2006; Fizyk z książkami Moniki Pietras w „Gazecie Lokalnej Widzew” – nr 2, grudzień 2006; Ekslibrisy z kraju Muminków Moniki Wasilewskiej w „Gazecie Wyborczej” (dodatek „Co jest grane”) z 5 stycznia 2007; Z książek na wystawy sztuki Anny Pawłowskiej, s. 1 i 5 w dodatku „Kocham Łódź”, nr 140 z 29 lipca 2011, do gazety codziennej „Polska The Times Dziennik Łódzki”.
O wszystkich wystawach dokładne informacje zamieszcza łódzki miesięcznik „Kalejdoskop” (w styczniu 2014 r. na kilka miesięcy zaprzestał zupełnie zamieszczania takich informacji, ale od sierpnia 2014 r. je wznowił). Notki o bieżących wystawach były zamieszczane w cotygodniowym dodatku „Co jest grane” w „Gazecie Łódzkiej” (od kilku lat już ich nie ma), „Dzienniku Łódzkim-Wiadomościach Dnia” (dziś „Polska The Times Dziennik Łódzki”- też od wielu lat ich nie ma). Odnotowywał je systematycznie znany kolekcjoner – red. Stanisław Bulkiewicz w swojej cotygodniowej rubryce „Bazar Zbieraczy” w łódzkiej gazecie codziennej „Express Ilustrowany”, póki rubrykę prowadził.
7 grudnia 2017 r. ukazał się w „Dzienniku Łódzkim” artykuł Anny Gronczewskiej Pięćset lat polskich ekslibrisów. Z Mirosławem Z. Wojalskim, regionalistą z Łodzi oraz kolekcjonerem ekslibrisów rozmawia Anna Gronczewska. W treści artykułu znajdują się informacje o pierwszym polskim ekslibrisie sprzed 501 lat (i drugim z 1517 r.) dla Macieja Drzewickiego dostojnika kościelnego i dyplomaty. Obydwóm rocznicom poświęcone były w 2016 r. wystawy: w Miejskiej Galerii Sztuki w Galerii „Chimera” przy ul. Wólczańskiej 31 i Widzewskiej Galerii Ekslibrisu przy ul. M. Gorkiego 16 (jest zapowiedź, że niedługo nazwę tej ulicy wojewoda zmieni w ramach „dekomunizacji”). Obie miały katalogi. Czytamy również o tym, że jest wiele ekslibrisów o tematyce łódzkiej m.in. autorstwa Kazimierza Zbigniewa Łońskiego z Zamościa, który w Łodzi był bodaj 5 razy, ale miasto go zafascynowało i mając albumy zdjęć łódzkich zabytków znakomicie, wiernie je odwzorował na kilkuset ekslibrisach. Ale i o tym, że sztuka ekslibrisu nie zaginęła. Ekslibrisy nadal są tworzone, zdobią książki, a nawet są tematem uczonych dyskursów.
W Krakowie bowiem w Uniwersytecie Pedagogicznym im. Komisji Edukacji Narodowej odbyła się 15 listopada 2017 r. międzynarodowa konferencja „Ekslibris. Znak własnościowy – Dzieło sztuki. Tradycja, współczesność, perspektywy” a jednym z głównych organizatorów była dr Agnieszka Fluda-Krokos. Jeden z referatów tam przedstawionych był „27 lat Widzewskiej Galerii Ekslibrisu z Łodzi” autorstwa Mirosława Zbigniewa Wojalskiego.
W artykule zasygnalizowano też ukazanie się pierwszego znaczka pocztowego o tematyce ekslibrisowej.
Istotnie, można już kupić bloczek Poczty Polskiej, na znaczku o wartości 6 zł pokazany jest pierwszy polski ekslibris a obok znaczka jest reprodukcja drugiego ekslibrisu dla tego samego Mikołaja Drzewickiego z 1517 r. Całość jest zatytułowana „Polski ekslibris” i każdy ma 7-cyfrowy numer bieżący.
17 września 2018 r. Minister Kultury i Dziedzictwa Narodowego uhonorował Galerię odznaką honorową „Zasłużony dla Kultury Polskiej” (legitymacja nr 12508) i taką samą odznaką uhonorował 6 współpracowników Galerii.